# Rudolf Schröter (Glasgestalter)
Karl Rudolf Schröter, auch Schrötter oder Schröder, (* 3. April 1887 in Döhlen, Amtshauptmannschaft Dresden-Altstadt, Königreich Sachsen; † nach 1958) war ein deutsch-tschechoslowakischer Glasgestalter.

## Biographie

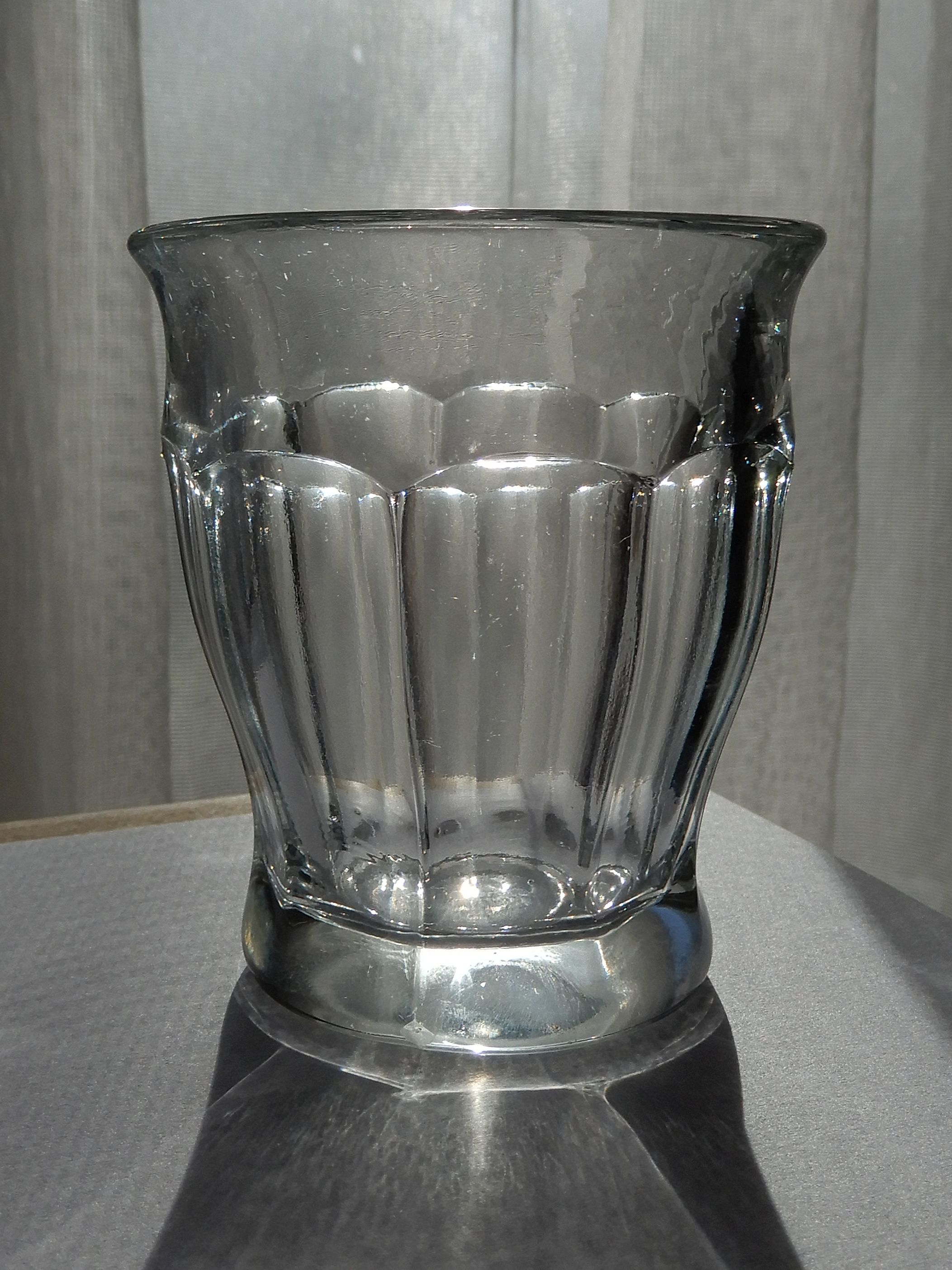
Trinkglas „Durit“. Entwurf: Rudolf Schröter

Karl Rudolf Schröter war ein Sohn des Glasmachers Hermann Emil Schröter und seiner Ehefrau Emma Therese, geborene Herrmann. Nach dem Besuch einer technischen Zeichenschule war er von 1904 bis 1912 bei der Rheinischen Glashütten-Actien-Gesellschaft in Köln-Ehrenfeld tätig. Diese Glashütte verfügte über eine eigene Manufaktur für gepresstes Glas, in der Schröter erste Erfahrungen mit dessen Herstellung machte. Der Prokurist der Rheinischen Glashütte hieß Victor Schrötter; der Kulturhistoriker Dejan Vorgić vermutet, er könne ein Verwandter von Schröter gewesen sein und diesen aus Sachsen nach Köln geholt haben. Schröter war verheiratet mit Martha, geborene Vetter, (* 1894) aus Pforzheim, Tochter des Bijoutiers Wilhelm Vetter und von Emilie, geborene Stamm. Das Ehepaar hatte einen Sohn.

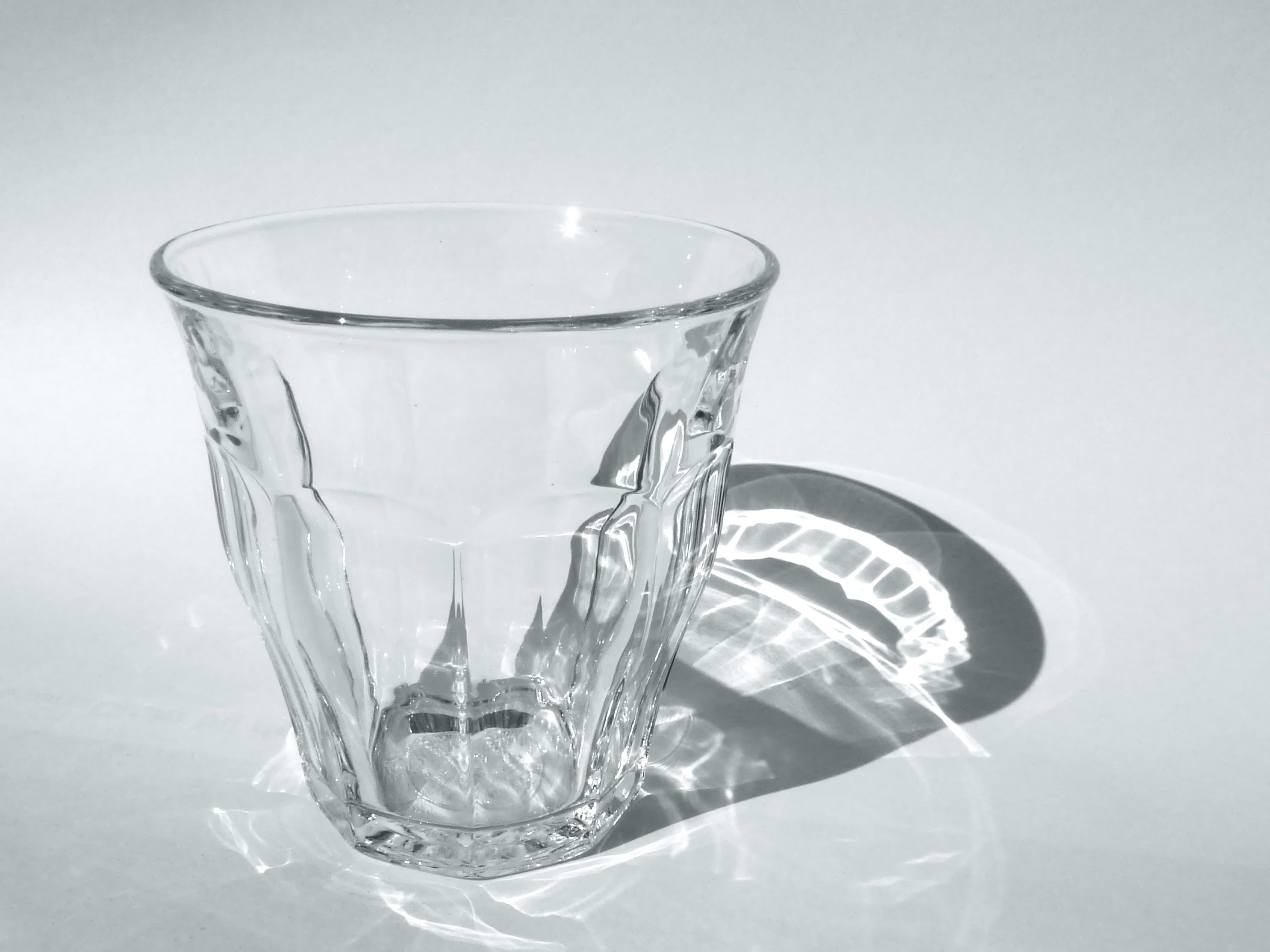
Picardie Duralex alias Schröters „Květa“

Im Alter von 25 Jahren ging Schröter 1912 nach Böhmen, um in der Rudolfshütte in Eichwald bei Teplitz-Schönau (Rudolfova huť v Dubí u Teplic) für die Österreichischen Glasfabriken und Raffinerien Josef Inwald AG zu arbeiten, 50 Kilometer von seiner Geburtsstadt entfernt. Erster Entwurf für seine neue Arbeitgeberin war 1913/14 das Dessert-Service „Rekord“. 1914 folgte der Entwurf des „legendären“ Glases, das unter dem Namen „Durit“ bekannt wurde, „das dickwandige stoßfeste Glas, das wir aus beinahe allen Kantinen kennen“. Das verbreitetste Modell war „Květa“ („Blüte“) von 1934. Es wurde das gesamte 20. Jahrhundert über produziert und ist weiterhin als „Picardie Duralex“ erhältlich.
Der Erste Weltkrieg und der Zusammenbruch von Österreich-Ungarn unterbrachen die wirtschaftliche Entwicklung, und Schröter nahm erst 1921 wieder seine Arbeit für die Rudolfshütte auf. Es sei wahrscheinlich, so Vorgić, dass Schröter Mitglied der Gewerkschaft gewesen sei, die in der „Rudolfova huť“ stark vertreten war. Zeitgenössische Quellen berichten, dass alle im und um den Betrieb beschäftigten Arbeiter ihre Mitglieder waren, allein mit Ausnahme des Präsidenten des Unternehmens und eines Direktors.
1921 entwarf Rudolf Schröter das international erfolgreiche Muster „Lord“, im Laufe der Zeit kreierte er davon 250 Teile. Große Mengen wurden in den 1930er Jahren etwa von Clayton Mayers Ltd. nach Großbritannien importiert. Die Glasfabrik George Davidson & Co. in Gateshead-on-Tyne erzeugte das Muster schließlich in Lizenz und vertrieb es unter dem Namen „Jacobean“. Schröter werden weitere Glasservices wie die Serien „Lord“, „Barolac“, „Boule“, „Pollax“, „Roma“, „Perforal“, „Ariel“, „Teplitz“ und „Argos“ zugeschrieben: „Schröter verschaffte den Eichwalder Produkten einen unverwechselbaren Charakter und ein originelles Design.“ Er konzentrierte sich auf Entwürfe für Pressglas und „hob dessen Verarbeitung auf ein völlig neues Niveau“.
Die Kunsthistorikerin Verena Wasmuth schrieb 2016: „Pressgläser gehörten zu den billigsten Glaswaren überhaupt und imitierten lediglich kostspielige Produkte aus der Handfertigung. In der Tschechoslowakei gelang den Glaswerken Inwald mit funktionalistischen Entwürfen des Mustermachers Rudolf Schrötter Ende der 1920er Jahre, kunsthandwerkliche Gestaltungsinitiativen mit dem Einsatz von technischen Hilfsmitteln in Einklang zu bringen.“ Schröter entwarf mehrere tausend Objekte für verschiedene Zwecke. In den Jahren zwischen den Weltkriegen wurde Schröter zum führenden Glasgestalter der Josef Inwald AG, wenn nicht gar der Tschechoslowakei. Sein Gehalt betrug 50.000 Kronen jährlich, fast fünfmal so viel wie das des bestbezahlten Glasmeisters.
Im Oktober 1938 wurde das Sudetenland von der deutschen Wehrmacht im Zuge der „Sudetenkrise“ besetzt. Im Dezember 1938  starb der bisherige Vorstandsvorsitzende der AG, Oskar Inwald von Waldtreu (auch Oskar Inwald-Waldtreu), in Wien, dem Sterbebuch zufolge durch Suizid. Er war ein Sohn des Firmengründers Josef Inwald Edler von Waldtreu, der jüdischer Herkunft und 1901 nobilitiert worden war. Dessen Grab liegt in der Israelitischen Abteilung des Wiener Zentralfriedhofs. Mehrere Mitglieder der Familie waren in den folgenden Jahren zum christlichen Glauben konvertiert. Über Jahre hatte die Presse über finanzielle Probleme des Unternehmens berichtet, das mit der Unterstützung von Banken mehrfach hatte saniert werden müssen. Boulevardzeitungen wiederum berichteten über Oskar Inwald von Waldtreus Hang zum „Hasard“. Da in diesen Artikeln auf seine jüdische Abkunft Bezug genommen wurde, könnte es sich auch um antisemitische Stimmungsmache gehandelt haben.
Nachdem schon ab 1936 eine Fusion der Glasfabrik Josef Rindskopf & Söhne AG in Teplitz-Schönau mit der „Josef Inwald AG“ im Gespräch gewesen war, wurde 1940 die Umwandlung in die „Vereinigte Böhmische Glasindustrie AG“ in Teplitz-Schönau beschlossen. Die Gesellschaft übernahm die Rudolfshütte, und die Arisierung erfolgte, indem die Aktien des neuen Unternehmens an die Dresdner Bank gingen. Im Zweiten Weltkrieg wurde die Glasfabrik für die Produktion von Minen aus Glas genutzt, die man mit Metalldetektoren nicht ausmachen kann.
Nach Kriegsende wurde Rudolf Schröter die tschechoslowakische Staatsbürgerschaft nicht – wie anderen Deutschen – entzogen: Er war unersetzlich für die Glasindustrie. Mit Regierungsbeschluss vom 27. Mai 1946 erhielt er einen Schutzausweis, der ihn von der Abschiebung befreite. Die deutschsprachigen Glasarbeiter hingegen, die die Hälfte der in der Industrie tätigen Arbeitnehmer stellten, wurden 1945 und 1946 gezwungen, die Tschechoslowakei zu verlassen, das Unternehmen wurde verstaatlicht.
1955 wurde in Teplice ein technisches und künstlerisches Zentrum für Pressglas gegründet (tschechisch: Technicko-výtvarného středisko lisováne sklo), in dem der inzwischen 68-jährige Rudolf Schröter als Chefgestalter arbeitete, neben den Entwerfern Václav Hanuš und Jiří Zejmon. Das Designzentrum arbeitete für die Glasfabrik Rudolfova huť, aber auch für andere Glasfabriken, deren Produktion auf Pressglas basierte. Laut seinem Mitarbeiter Václav Hanuš wollte Rudolf Schröter nach Deutschland zurückkehren, um dort seinen Lebensabend zu verbringen. Seine Pensionierung sei aber erst nach einer Intervention „von oben“ zum 1. August 1958 erlaubt worden, Schröter war inzwischen 71 Jahre alt. Es gibt keine Informationen über seine weiteren Lebensjahre. 1959 wurde noch eine von Rudolf Schröter entworfene „Garnitur von kleinen Trinkgläsern“ auf einer großen Ausstellung von tschechoslowakischem Glas in Moskau gezeigt.
Schröter wird oftmals als „Vater des modernen Pressglases in der Tschechoslowakei“ bezeichnet, diese Attribuierung sei aber bisher nicht durch wissenschaftliche Erforschung untermauert, so Vorgić. Seine Entwürfe erschienen in fast allen Studien über Pressglas des 20. Jahrhunderts sowie über Art déco und Funktionalismus; es fehlten jedoch Ausstellungen und Monographien, die nur ihm gewidmet seien. Produkte auf der Basis von Schröters Entwürfen sind im Regionalmuseum von Teplice (im Schloss Teplice) ausgestellt.